# Craterocephalus pauciradiatus
Craterocephalus pauciradiatus és una espècie de peix pertanyent a la família dels aterínids.

## Hàbitat
És un peix d'aigua salabrosa, pelàgic i de clima tropical (21°S-22°S).

## Distribució geogràfica
Es troba a l'Índic oriental: és un endemisme d'Austràlia.

## Observacions
És inofensiu per als humans.